# American Physical Society
De American Physical Society (APS) is een in 1899, door 36 natuurkundigen van Columbia University opgericht wetenschappelijk genootschap. Sinds 1913 draagt de APS zorg voor de uitgave van het tijdschrift Physical Review, wat voorheen door Cornell University gedaan werd.
Het APS bestaat uit veertien geledingen en negen projectgroepen die zich bezighouden met het totale gebied van natuurkundig onderzoek en de onderlinge verbanden tussen de verschillende takken. Het genootschap houdt zich daarnaast bezig met het ontwikkelen van materiaal voor educatieve doeleinden, het informeren van het grote publiek en het onderhouden van relaties met media-instellingen.
De voorzitter van de APS wordt ieder jaar verkozen, en is doorgaans een eminent fysicus.